# Střítež (powiat Igława)
Střítež – miejscowość i gmina (obec) w Czechach, w kraju Wysoczyna, w powiecie Igława. W 2022 roku liczyła 457 mieszkańców.